# 張國葆
張國葆，中華民國外交官、政府官員。畢業於維吉尼亞大學政府及外交所碩士，曾任行政院新聞局國內新聞處長、駐舊金山臺北經濟文化辦事處新聞組長、駐洛杉磯臺北經濟文化辦事處新聞組長、總統府機要室主任、總統府公共事務室兼代主任、總統府第三局長兼大禮官、駐希臘臺北代表處大使銜代表、外交部國際傳播司長、駐臺拉維夫臺北經濟文化辦事處大使銜代表等職務。

## 職業生涯
希臘《每日報》英文版於2015年5月15日刊登中華人民共和國駐希臘大使邹肖力的投書，對於有關中國共產黨「遏止」日本入侵中國的內容，駐希臘代表張國葆於23日亦在《每日報》周末版投書駁斥，表示北京應該坦誠檢討其在抵抗日本侵略所扮演的角色，真相是由蔣中正領導的中華民國軍隊才是抗日主力，中國共產黨僅扮演微小角色。並指出，在第二次世界大戰期間，中華人民共和國並不存在，對恢復這個地區的和平，他們不應邀功。
以色列《新消息報》於2020年5月17日刊登駐以色列代表張國葆題為「我們戰勝武漢病毒，請聽我們的意見」投書，對於2019冠状病毒病疫情在全球擴散，指出戰勝疫情的台灣遭國際政治拒於門外「不僅不公平，而且是危險的」，強調台灣必須參加世界卫生大会（WHA），全球必須齊心共同抗疫。
張國葆在擔任駐希臘代表期間，促成希臘臺灣商會的成立，而不到30人的旅居希臘台僑也於2015年成功舉辦第41屆歐洲華僑團體聯誼會（歐華年會）。

## 外部連結
黎堡. . 美國之音. 2017年7月27日.